# Manuel Gutiérrez
Manuel Gutiérrez (1920. április 8. – ?) mexikói válogatott labdarúgó, hátvéd.

## Karrierje
Teljes pályafutását egy csapatban, az Américában töltötte. A mexikói válogatottal részt vett az 1950-es világbajnokságon is, mind a két válogatott meccsét ott játszotta.

## Külső hivatkozások
- Manuel Gutiérrez – a FIFA adatbázisában